# PGC 2188812
LEDA/PGC 2188812 ist eine Galaxie im Sternbild Andromeda am Nordsternhimmel. Sie ist schätzungsweise 735 Millionen Lichtjahre von der Milchstraße entfernt und hat einen Durchmesser von etwa 110.000 Lichtjahren. Vom Sonnensystem aus entfernt sich das Objekt mit einer errechneten Radialgeschwindigkeit von näherungsweise 16.300 Kilometern pro Sekunde.

## Galaktisches Umfeld
| Nr. | Galaxie          | Alternativname          | Rek           | Dek           | Distanz/asec |
| --- | ---------------- | ----------------------- | ------------- | ------------- | ------------ |
| →   | LEDA/PGC 2188812 | 2MASX J02402964+4154010 | 02h40m29.63s  | +41d54m01.3s  | 0            |
| 1   | LEDA/PGC 2186904 | 2MASX J02404905+4147313 | 02h40m49.07s  | +41d47m31.1s  | 447.95       |
| 2   | LEDA/PGC 2187707 | 2MASX J02394516+4150124 | 02h39m45.20s  | +41d50m12.8s  | 546.69       |
| 3   | LEDA/PGC 2187534 | 2MASX J02394141+4149354 | 02h39m41.41s  | +41d49m35.8s  | 600.56       |
| 4   | LEDA/PGC 2192330 | 2MASX J02402474+4205501 | 02h40m24.747s | +42d05m49.61s | 709.61       |
| 5   | LEDA/PGC 10079   | CGCG 539-073            | 02h39m36.52s  | +42d00m55.3s  | 721.78       |